# Christine Wormuth
Christine Elizabeth Wormuth (La Jolla, San Diego; 19 de abril de 1969) es una política estadounidense que fue la 25.ª secretaria del Ejército desde 2021 hasta 2025 y la primera mujer en ejercer este cargo.

## Biografía
Nacida en 1969 en La Jolla (California), se graduó en el Williams College (Massachusetts) y en la Universidad de Maryland. Fue designada vicesecretaria de Defensa por Política entre 2014 y 2016. Posteriormente, en 2021 Joe Biden la escogió para desempeñar el cargo de secretaria del Ejército, convirtiéndose en la primera mujer en ejercer este cargo. Asumió el 28 de mayo.